# Guerre sessuali femministe
Le guerre sessuali femministe, conosciute anche come guerre sessuali lesbiche o semplicemente guerre del sesso o guerre pornografiche sono i termini utilizzati per riferirsi ai dibattiti collettivi tra le femministe riguardo ad una serie di questioni che riguardano in larga misura la sessualità e l'attività sessuale umana.
Le differenze di opinioni su questioni concernenti l'ambito sessuale della vita umana hanno profondamente polarizzato il movimento femminista, in particolare le principali teoriche femministe tra la fine degli anni settanta e gli inizi degli anni ottanta e continuano ad influenzare il dibattito tra le femministe fino ai giorni nostri.
Gli aspetti e le posizioni si sono caratterizzate tra gruppi femministi decisamente anti-pornografia e da esponenti del femminismo sessuale positivo, con disaccordi sulla sfera della sessualità, tra cui la pornografia, l'erotismo, la prostituzione, la sessualità lesbica, il ruolo delle donne trans (MtF) all'interno del movimento lesbico, il sadomasochismo e altre questioni sessuali. Il movimento femminista è risultato profondamente diviso in seguito a questi dibattiti.

## Due opinioni nettamente contrapposte
Le due posizioni principali vennero presto etichettate come femminismo anti-pornografia e femminismo sessuale positivo.

### Femministe contro la pornografia
Nel 1976 Andrea Dworkin organizzò delle dimostrazioni contro il film Snuff a New York, tentando di avviare un'organizzazione per poter continuare la campagna femminista contro la pornografia. Gli sforzi compiuti ebbero un maggior successo a Los Angeles, dove "Women Against Violence Against Women" venne fondata in risposta a Snuff nel 1976; fecero una campagna anche contro l'album Black and Blue del 1976 inciso dai Rolling Stones.
Il movimento anti-pornografia statunitense si affermò nel 1977 anche a San Francisco, a seguito della conferenza del 1976 sulla violenza contro le donne detenute nei centri femminili locali, fondando il gruppo "Women Against Violence in Pornography and Media" (WAWPM). I primi membri includevano Susan Griffin, Kathleen Barry e Laura Lederer. Il WAVPM organizzò la prima conferenza nazionale sulla pornografia a San Francisco nel 1978, che comprendeva anche la prima marcia di protesta denominata "Take Back the Night".
La conferenza condusse le femministe anti-pornografia ad organizzarsi anche a New York nel 1979 sotto la bandiera di "Women Against Pornography" (WAP) e da lì alla creazione di associazioni ed iniziative del tutto simili nel territorio degli Stati Uniti d'America. Nel 1983 Page Mellish, membro di WAVPM e di WAP ad un tempo, fondò "Feminists Fighting Pornography" per concentrarsi sull'attivismo politico cercando di produrre dei cambiamenti legali atti alla limitazione dell'industria del sesso. Dworkin, assieme a Catharine MacKinnon, vollero che il codice di diritto civile contenesse anche la pornografia e, a questo fine, redassero l'"Antipornography Civil Rights Ordinance".

### Femministe pro-sesso
Dal 1979 la giornalista femminista Ellen Willis fu una delle prime voci che criticarono le femministe anti-pornografia per ciò che intese essere nient'altro che un puritanesimo sessuale, intriso di autoritarismo morale e rappresentante una minaccia per la libertà di parola. Il suo saggio del 1981 intitolato "Lust Horizons: Is the Women's Movement Pro-Sex?" fu all'origine del termine femminismo sessuale positivo.
La risposta al femminismo anti-pornografia da parte delle femministe pro-sessuali fu quella di promuovere la sessualità come una strada diretta al piacere sessuale per le donne, vedendo le posizioni anti-pornografiche come allineate alla guerra politica di destra contro il sesso ricreativo, la sessualità libera e anche contro la pornografia.
I primi gruppi pro-sessuali inclusero "SAMOIS" (associazione BDSM rivolta prevalentemente a donne femministe e lesbiche) fondata a San Francisco nel 1978 ed i cui primi membri furono Gayle Rubin e Pat Califia e l'associazione lesbica "Lesbian Sex Mafia" fondata da Dorothy Allison e Jo Arnone a New York nel 1981.
La "Feminist Anti-Censorship Taskforce" (FATF) venne istituita nel 1984 da Willis in risposta all'"Ordinanza" di Dworkin-MacKinnon; nel 1989 "Feminists Against Censorship" (FAC) si formò nel Regno Unito, tra i cui membri spiccarono Avedon Carol, e "Feminists for Free Expression" negli USA nel 1992 con i suoi membri fondatori Veronica Vera e Candida Royalle tra le altre.

## Eventi chiave
Nell'ottobre del 1980 la National Organization of Women identificò ciò che è stato poi conosciuto come "Big Four" dichiarando che "Pederastia, pornografia, sadomasochismo e sesso in pubblico" riguardavano "lo sfruttamento, la violenza o l'invasione della privacy" e non "una preferenza o un orientamento sessuale".
Uno degli scontri più memorabili tra le femministe pro-sesso e quelle anti-pornografia ebbe luogo alla "1982 Barnard Conference on Sexuality". Le femministe contro la pornografia vennero escluse dal comitato di pianificazione degli eventi, quindi non restò loro altro da fare che organizzare manifestazioni al di fuori dal luogo ove si sarebbe tenuta la conferenza per dimostrare tutto il loro disprezzo.

## I dibattiti
Le due posizioni conteapposte nelle guerre sessuali femministe si scontrarono su tutta una serie di questioni, con conseguenti intense discussioni sia di persona sia attraverso i mezzi di comunicazione di massa.

### Dibattito sulla pornografia
Verso la fine degli anni settanta gran parte del discorso del movimento femminista si spostò dalla discussione nei riguardi del femminismo del movimento lesbico per concentrarsi sul nuovo tema della sessualità. Una delle preoccupazioni primarie fu quella rappresentata dalla questione della pornografia, che causò una grande divisione tra le femministe. I due lati riconosciuti del dibattito e furono il femminismo anti-pornografico e il femminismo "pro-sesso".
Una delle principali influenze del femminismo anti-pornografico fu il suo predecessore, il "femminismo lesbico". Movimenti anti-pornografia si svilupparono a partire dagli argomenti fondamentali mostrati dal lesbismo, come la nozione del rapporto sessuale come un'idealizzazione del patriarcato.
Willis descrisse queste relazioni come essenzialmente "basate sul potere maschile sostenuto dalla forza". Da questa prospettiva la pornografia è creata esclusivamente per gli uomini da parte degli uomini ed è una riflessione diretta del paradigma dominante maschile che circonda tutte le relazioni sessuali. Un'altra idea presa dal femminismo lesbico da parte dei gruppi anti-pornografia fu che la sessualità sta nel creare un legame di complicità ed un rapporto duraturo con un'altra persona, contrariamente alla credenza della natura puramente fisica del sesso.
Nel suo libro Pornography: Men Possessing Women Dworkin sostenne che il tema della pornografia è di dominanza maschile e di conseguenza è intrinsecamente dannoso per le donne e il loro benessere. Dworkin credette che la pornografia non solo fosse dannosa nella sua produzione, ma anche nel suo consumo, in quanto lo spettatore interpreta mentalmente il ritratto misogino-centrico prodotto dalle pornostar femminili. Robin Morgan riassunse la visione delle femministe contro la pornografia affermando che questa e la violenza contro le donne sono strettamente collegate attraverso la sua affermazione: "la pornografia è la teoria, la violenza è la pratica".
Il movimento anti-pornografico venne criticato dalle femministe sessuali positive come un movimento di repressione della sessualità e favorevole alla censura. Nel suo articolo Thinking Sex: Notes for a Radical Theory of the Politics of Sexuality Rubin caratterizzò la liberazione del sesso come uno dei primari obiettivi femminista e denunciò l'idea che le femministe contro la pornografia potessero parlare collettivamente in nome della totalità del femminismo. Ella offrì invece l'idea che fosse necessaria una teoria della sessualità separata dal femminismo. In XXX: A Woman's Right to Pornography Wendy McElroy riassunse la prospettiva pro-sessuale con la frase: "i benefici che la pornografia fornisce alle donne superano di gran lunga i suoi svantaggi".
Il dibattito sulla pornografia tra femministe radicali e libertarie si concentrò sulle rappresentazioni della sessualità femminile in relazione alla sessualità maschile in questo tipo di media. Le rappresentanti del femminismo radicale sottolinearono che la pornografia illustra l'oggettivazione e la normalizzazione della violenza sessuale attraverso la presentazione di atti specifici. Al contrario le femministe libertarie si occuparono maggiormente della stigmatizzazione delle minoranze sessuali e del limitato diritto di esercitare la scelta sessuale che sarebbe ostacolata senza l'ausilio della pornografia.

### Dibattito sul sadomasochismo
Il principale punto di riferimento del dibattito sessuale sul sadomasochismo e le altre pratiche BDSM fu San Francisco. "Women Against Violence in Pornography and Media" venne fondato lì nel 1977. La sua prima azione politica fu quella di mettere in scena uno spettacolo dal vivo in uno strip club con le donne che compivano atti sadomasochistici l'una sull'altra, in linea con il suo obiettivo dichiarato di porre fine a tutti i ritratti delle donne "vincolate, violentate, torturate, uccise o degradati per favorire gli stimoli sessuali o per il puro piacere degli uomini".
Oltre alla campagna contro la pornografia WAVPM si oppose fortemente anche al BDSM, considerandolo nient'altro che come una violenza ritualizzata contro le donne e si oppose alla pratica all'interno della comunità lesbica. Nel 1978 nacque "SAMOIS", un'organizzazione per le donne interna alla comunità BDSM che vide invece le loro pratiche sessuali coerenti con i principi femministi.

### Dibattito sulla prostituzione
Un altro dibattito nelle 'guerre sessuali femministe si concentrò sulla prostituzione. Le donne del campo anti-pornografico protestarono contro la prostituzione, sostenendo che rappresentasse solamente una costrizione per quelle donne che non avevano un'altra alternativa migliore. Nel frattempo le femministe pro-sessuali dichiararono che questa posizione ignorasse l'autoaffermazione delle donne che scelgono di loro spontanea volontà il lavoro sessuale, considerando la prostituzione come non intrinsecamente basata sullo sfruttamento delle donne. Carol Leigh osserva che "i movimenti dei diritti delle prostitute dei primi anni settanta si sono evoluti direttamente a partire dal movimento femminista", ma aggiunge anche che "il femminismo negli Stati Uniti d'America è sempre stato ambivalente nei confronti delle prostitute".
Le opinioni polarizzate delle femministe sulla prostituzione influenzarono anche le loro posizioni sulla questione relativa al traffico di esseri umani, spesso a scopo di sfruttamento della prostituzione e schiavitù sessuale, con le femministe contro la prostituzione che assunsero la posizione di abolizioniste mentre le femministe sessuali positive che scelsero invece per una regolamentazione.

## Effetti delle "guerre sessuali"
La netta polarizzazione dell'ideologia femminista durante le "guerre sessuali" ebbe effetti di vasta portata. Gli esempi includono, secondo Min Liu (2011), "la confusione nell'interpretazione della definizione del traffico di esseri umani è una conseguenza dell'opposizione alle opinioni femministe sulla prostituzione".

### Opinioni femministe nei confronti delle "guerre sessuali"
Gli scritti della terza ondata femminista promuovono opinioni personali e individualizzate sulle questioni di genere che si concentrarono durante le guerre sessuali femministe, come la prostituzione, la pornografia e il sadomasochismo. In particolare la visione della "terza ondata" sulla pornografia è che non esiste alcun significato maggiore a quello che l'attore o il consumatore gli dà.
Articoli come gli oggetti sessuali e il porno, identificati da alcune esponenti della seconda ondata femminista come strumenti di oppressione, non sono più utilizzati esclusivamente dagli uomini ma anche dalle donne.
La critica femminista Teresa de Lauretis vede le "guerre sessuali" non in termini di lati polarizzati, ma come il riflesso di un femminismo di "terza ondata" che ingloba intrinsecamente la differenza, il che può includere anche opinioni contrastanti e concorrenti tra di loro.
Nel frattempo la critica Jana Sawicki respinge entrambe le posizioni polarizzate, cercando invece una terza via che non è né moralmente dogmatica né acriticamente libertaria.